# Lijst van oorlogsmonumenten in Meppel
De Nederlandse gemeente Meppel heeft 12 oorlogsmonumenten. Hieronder een overzicht.
| Nr.  | Object                                                                       | Herdachte groep                                  | Ontwerper                                                   | Onthulling       | Type            | Locatie                                   | Plaats   | Coördinaten                   | Foto                                  |
| ---- | ---------------------------------------------------------------------------- | ------------------------------------------------ | ----------------------------------------------------------- | ---------------- | --------------- | ----------------------------------------- | -------- | ----------------------------- | ------------------------------------- |
| 61   | Verzetsmonument                                                              | burgerslachtoffers                               | J.J. Boot                                                   |                  | gedenksteen     | Zomerdijk 10A, 7942 JT                    | Meppel   | 52° 42' 4" NB, 6° 10' 44" OL  | Meer afbeeldingen                     |
| 572  | Joods monument                                                               | vervolgden Nederland                             | Nico Onkenhout (gedenksteen); Onno de Ruijter (uitbreiding) | 1970             | gedenksteen     | Slotplantsoen, 7941 LP                    | Meppel   | 52° 41' 55" NB, 6° 11' 31" OL | Meer afbeeldingen                     |
| 574  | Oorlogsmonument                                                              | burgerslachtoffers                               | Titus Leeser                                                | 13 april 1949    | beeld/sculptuur | Wilhelminapark, 7941 GM                   | Meppel   | 52° 41' 29" NB, 6° 11' 35" OL | Meer afbeeldingen                     |
| 2323 | Plaquette in het NS-station                                                  | burgerslachtoffers                               | Ir. H.G.J. Schelling, H.J. Winkelman                        |                  | plaquette       | Station Meppel, 7941 HA                   | Meppel   | 52° 41' 32" NB, 6° 11' 53" OL | Meer afbeeldingen                     |
| 3418 | Plaquette aan toren van de Grote Kerk                                        | allen                                            |                                                             | 13 april 1949    | plaquette       | Kerkplein, 7941                           | Meppel   |                               | Plaquette aan toren van de Grote Kerk |
| 3419 | Verzetsmonument                                                              | verzet Nederland                                 |                                                             |                  | zuil            | Dorpsstraat 22, 7948 BR                   | Nijeveen | 52° 44' 1" NB, 6° 10' 14" OL  | Meer afbeeldingen                     |
| 3510 | Canadees monument                                                            | geallieerde militairen                           |                                                             | 13 april 2010    | beeld/sculptuur | Wilhelminapark, 7941 GM                   | Meppel   | 52° 41' 30" NB, 6° 11' 36" OL | Meer afbeeldingen                     |
| 3857 | Monument voor de joodse gemeenschap                                          | Vervolgden Nederland                             |                                                             |                  | plaquette       | Touwstraat naast 8                        | Meppel   | 52° 41' 54" NB, 6° 11' 31" OL |                                       |
| 3898 | Monument voor sergeant Anne Willem Swart                                     | militairen in dienst van het Ned. Kon. 1940-1945 |                                                             | 11 november 2015 | gedenksteen     | Rumptigerpad / Oosterboerweg              | Meppel   | 52° 41' 29" NB, 6° 13' 12" OL |                                       |
| 3908 | Herdenkingsraam in de St. Stephanuskerk                                      | burgerslachtoffers                               | Henk v.d. Burgt, Pierre van Rossum (uitvoerder)             | 5 mei 1946       | glas-in-lood    | Com. de Vos van Steenwijklaan 30, 7942 XK | Meppel   | 52° 42' 2" NB, 6° 11' 55" OL  |                                       |
|      | Herdenkingsplaquette voor Dr. Engbertus J.Roelfsema, Diaconessenhuis (Isala) | verzet Nederland                                 |                                                             |                  | plaquette       | Reggersweg 2, 7943 KC                     | Meppel   |                               |                                       |
|      | Stolpersteine                                                                | vervolgden Nederland                             | Gunter Demnig                                               |                  | reliëf          |                                           | Meppel   |                               | Meer afbeeldingen                     |

Aa en Hunze ·
Assen ·
Borger-Odoorn ·
Coevorden ·
De Wolden ·
Emmen ·
Hoogeveen ·
Meppel ·
Midden-Drenthe ·
Noordenveld ·
Tynaarlo ·
Westerveld